# Edward Carpenter
Edward Carpenter (Hove, 29 de agosto de 1844 – 28 de junho de 1929) foi um poeta inglês, socialista, filósofo, antologista e um dos primeiros activistas políticos homossexuais.
Figura destacada no Reino Unido em fins do século XIX, Carpenter foi instrumental na fundação do Socialismo Fabiano e do Partido Trabalhista do Reino Unido. Poeta e escritor, foi amigo de Walt Whitman e Rabindranath Tagore, tendo-se correspondido com muitas personalidades famosas como Annie Besant, Isadora Duncan, Havelock Ellis, Roger Fry, Mahatma Gandhi, James Keir Hardie, J K Kinney, Jack London, George Merrill, Edmund Dene Morel, William Morris, Edward R. Pease, John Ruskin e Olive Schreiner.
Como filósofo foi especialmente conhecido pela publicação de Civilisation, its Cause and Cure ("Civilização, a sua Causa e Cura"), em que defende que a civilização é uma forma de doença que as sociedades humanas atravessam. As civilizações, segundo Carpenter, raramente sobrevivem mais que mil anos, antes de se desmoronarem, e nenhuma sociedade conseguiu ultrapassar com sucesso uma civilização. A "cura" é uma aproximação mais forte à terra e um maior desenvolvimento da nossa natureza interna. Embora Carpenter se tenha inspirado na sua experiência com o misticismo hindu, e se refira a um "socialismo mítico", o seu pensamento está alinhado com o de diversos escritores nos campos da psicologia e sociologia do princípio do século XX, como Boris Sidis, Sigmund Freud, and Wilfred Trotter, que reconheciam que a sociedade coloca cada vez mais pressão nos indivíduos o que resulta em doenças mentais e físicas como neurose e neurastenia.
Convicto defensor da liberdade sexual, Carpenter vivia numa comunidade gay perto de Sheffield e teve profunda influência sobre D. H. Lawrence e E. M. Forster.

## Juventude
Nascido em Hove, perto de Brighton, Carpenter estudou no Brighton College. Aos dez anos demonstrou talento para o piano. Nos seus anos de formação, utilizava o seu tempo livre para montar a cavalo e para caminhar. A vida simples que levava instilou nele um amor pela natureza que nunca mais o deixaria. O seu talento académico despontou tardiamente na sua juventude, mas foi suficiente prolífico para lhe garantir a admissão no Trinity Hall, em Cambridge. Foi em Cambridge que começou a dar-se conta dos seus sentimentos para com outros homens. Um dos exemplos mais notáveis foi a sua amizade forte com Andrew Beck (que mais tarde seria o Director de Trinity Hall) que, de acordo com Carpenter, tinha "um toque de romance". Beck terminou a relação e negou a ligação, causando um grande desgosto a Carpenter. O seu sentimento de rejeição assemelhava-se ao seu desconforto geral com a sua sexualidade, que o levou a utilizar prostitutos masculinos em Paris.

## A passagem pela Igreja de Inglaterra
Depois de deixar a universidade juntou-se a Igreja de Inglaterra como pastor, "por convenção mais que por profunda convicção". Foi fortemente influenciado por Frederick Maurice, o ministro da sua igreja, que era o chefe do movimento Socialista Cristão.
Nos anos que se seguiram, Carpenter sentiu uma insatisfação crescente com a sua vida na igreja e na universidade e começou a ficar incomodado com o que apelidava de hipocrisia da sociedade vitoriana. Encontrava grande conforto na leitura de poesia, referindo mais tarde que a sua descoberta do poeta gay, politicamente radical, Walt Whitman o tinha "modificado profundamente". A leitura de Whitman levou Carpenter a rejeitar a confortável vida eclesiástica e, pelo contrário, motivou-o para se dedicar a promover a educação da classe operária.

## Aproximação à classe operária

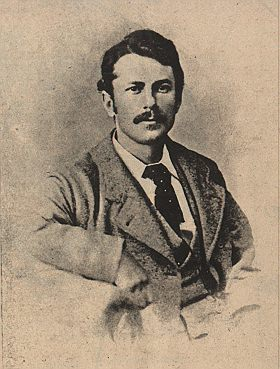
Edward Carpenter em 1875.

Carpenter abandonou a igreja em 1874 e começou a dar aulas sobre astronomia, adoração do Sol, a vida de mulheres e músicos da Grécia Antiga. Mudou-se para Leeds para integrar o Movimento de Extensão Universitária, formado por académicos que desejavam introduzir a educação superior nas zonas mais pobres de Inglaterra. Desejava dar aulas às classes trabalhadoras, mas acabou por concluir que as suas aulas eram frequentadas sobretudo por pessoas da classe média, muitos dos quais demonstravam pouco interesse pelos temas que ele ensinava. Desiludido, mudou-se para Chesterfield, mas passado um ano, achando a cidade aborrecida, foi morar para Sheffield. Aqui conseguiu contactar finalmente com operários e começou a escrever poesia. Apesar da sua óbvia afinidade com os trabalhadores, foi convidado para ser o tutor do futuro rei Jorge V, o que ele amavelmente recusou.
Em Sheffield, Carpenter tornou-se progressivamente mais radical. Influenciado por Henry Hyndman, discípulo de Engels, aderiu à Federação Social-Democrata (SDF, Social Democratic Foundation) em 1883 e tentou fundar uma delegação na cidade. O seu grupo acabou por decidir manter-se independente da Federação e transformou-se na Sociedade Socialista de Sheffield (heffield Socialist Society). Enquanto viveu na cidade, Carpenter envolveu-se em diversos projectos que tinham por objectivo dar visibilidade às más condições de trabalho dos trabalhadores da indústria. Em Maio de 1889, escreveu um artigo no Sheffield Independent apelidando a cidade como motivo de gozo de todo o mundo civilizado e dizendo que a densa nuvem de poluição que se erguia sobre Sheffield se assemelhava ao fumo dos Dias do Juízo Final, o altar onde milhares de vidas seriam sacrificadas. Afirmou que 100 000 adultos e crianças lutavam por um pouco de sol e de ar puro, vivendo vidas miseráveis, incapazes de respirar e morrendo de doenças relacionadas. Ainda em Sheffield, escreveu England Arise! ("Ergue-te Inglaterra!"), uma marcha socialista para promover as políticas de esquerda, que rivalizava com The Red Flag ("A Bandeira Vermelha") de Jim Connell, no movimento trabalhista britânico. Em 1884, deixou o SDF com William Morris para se juntar à Liga Socialista (Socialiste League), uma vez que esta tinha aspirações políticas mais convencionais (Henry Hyndman, o fundador da Liga, afirmou em 1881: Não quero que o movimento seja uma repositório de velhos rezingões, humanitários, vegetarianos, anti-vivisectionistas, anti-vacinacionistas, jeitosos e outros como estes.

## Aproximação à natureza
Progressivamente atraído por uma vida mais próxima da natureza. Carpenter foi viver para uma quinta em Bradway com o agricultor Albert Fearnehough e a sua família. Foi nessa altura que Carpenter começou a conceber as suas ideias políticas socialistas. Influenciado por John Ruskin, imaginou um futuro de comunismo primitivo, rejeitando rotundamente a revolução industrial da era vitoriana. Na sua comunidade utópica haveria "a ajuda mútua e a combinação de vontades tornar-se-ão... espontâneas e instintivas". Quando o seu pai, Charles Carpenter, morreu em 1882, deixou ao seu filho uma considerável fortuna que permitiu a Carpenter deixar as suas aulas e iniciar uma vida mais simples como hortelão em Millthorpe, no Derbyshire. Por esta altura já estava plenamente consciente da sua orientação sexual o que, em conjunto com o quebrar de muitos dos seus laços familiares (a sua mãe morreu em 1881) e a sua conversão de uma vida próxima da natureza, originou um período de grande criatividade artística. Carpenter escreveu, numa espécie de "guarita de madeira" da sua horta, os poemas que constituiriam o seu livro de poesia, Towards Democracy ("A Caminho da Democracia"), que foi fortemente influenciado pela espiritualidade oriental e pela leitura aprofundada dos poemas de Withman.
Durante o ano de 1886, manteve uma curta relação com George Hukin, um empregado no comércio de lâminas em Sheffield: apesar do casamento de Huskin, que causou uma zanga entre os dois, os dois homens acabaram por estabelecer uma forte amizade que duraria a vida inteira.

## O misticismo da Índia
Nos anos 1880s, Carpenter apaixonou-se pelo misticismo Hindu e pela filosofia de vida indiana. Tendo recebido um par de sandálias como presente de um amigo da Índia, Carpenter observou: "Rapidamente descobri a imensa alegria de as usar, e em pouco tempo decidi passar a fabricar sandálias": tratou-se da primeira introdução de sandálias bem sucedida ne Grâ-Bretanha. Em 1890 viajou para o Ceilão e para a Índia para conhecer o mestre Hindu Gnani, que descreveu na sua obra "Adam's Peak to Elephanta". A sua experiência teve um profundo impacto no seu pensamento político e social. Carpenter passou a defender que o Socialismo deveria não só preocupar-se com as condições económicas externas dos homens, mas também com a alteração profunda da auto-consciência humana. Neste novo estádio da sociedade, segundo Carpenter, a humanidade regressaria a um estado primordial de simples felicidade: "O sentido das velhas religiões surgirá perante ele. Nos cumes elevados celebrará com danças nuas a glória da forma humana e as grandes procissões de estrelas no firmamente, ou saudará o corno brilhante da jovem Lua". "Este "Socialismo Místico" inspirou Carpenter a dinamizar campanhas contra a poluição atmosférica, a promover o vegetarianismo e a opôr-se à vivissecção.

## A relação com Merrill

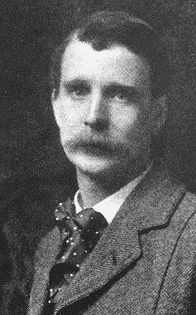
George Merrill

No seu regresso da Índia, em 1891, conheceu George Merrill, um trabalhador que também vivia em Sheffield, e os dois enamoraram-se, acabando por passar a viver juntos em 1898. Merrill tinha sido criado nos bairros de lata de Sheffield e não possuía nenhuma educação escolar formal. O facto de existirem dois homens provenientes de classes muito distintas a viver como um casal na Inglaterra dos anos 1890s era algo de extraordinário e nunca antes visto, tanto mais que pairava na sociedade britânica da época uma histeria sobre sexualidades alternativas gerada pelo julgamentos de Oscar Wilde em 1895 e a Criminal Law Amendment Bill ("Emenda à lei criminal") aprovada uma década antes e que "ilegalizava todas as formas de contacto homossexual masculino".
Apesar das dificuldades, a sua relação perdurou e Carpenter e Merrill mantiveram-se juntos para o resto das suas vidas. A sua relação não só desafiava a moral sexual vitoriana, mas também o estratificado sistema de classes tradicional britânico. Carpenter acreditava que a sua relação com Merril comprovava que o amor homossexual tinha o poder de subverter as fronteiras entre classes e que, no futuro, os gays seriam o impulso para uma mudança social radical na condição humana: 
"Eros é um grande nivelador. A verdadeira Democracia sustenta-se, mais solidamente que em qualquer outra coisa, num sentimento que facilmente atravessa as fronteiras da classe e da casta, e que une em forte afecto os escalões mais distantes da sociedade. É evidente como uranianosem boas posições sociais e de boas famílias se sentem atraídos por tipos mais duros, como trabalhadores manuais, e frequentemente se aliam de forma permanente a eles, o que, embora não reconhecido publicamente, tem uma influência decisiva nas instituições sociais, costumes e tendências políticas."
Apesar da sua vida em comum pouco ortodoxa, Carpenter e Merril conseguiram evitar o escândalo e a prisão no clima hostil da sociedade em que viviam, devido ao seu isolamento na quinta de Milthorpe e ainda à notável diplomacia literária de Carpenter. Nos seus escritos, Carpenter tinha o cuidado de minimizar os aspectos carnais das relações homossexuais, enfatizando antes a densidade emocional. Para dar relevo a esta imagem, Carpenter inspirou-se fortemente na visão idealista de Platão em relação ao amor entre homens, popular entre os gays vitorianos, que usavam frequentemente alusões ao Clássico "Amor Grego" como uma linguagem de código para discutir a sua orientação sexual. O seu isolamento da sociedade permitiu a Carpenter praticar nudismo, que ele considerava como um símbolo de vida em união com a natureza. Carpenter começou a desenvolver uma filosofia de vida que defendia que se devia simplificar radicalmente a nossa vida, focando-a na necessidade de ar livre, de vestir racionalmente, numa dieta baseada em "frutos, nozes, tubérculos, grão, ovos, etc... e leite nas suas várias formas".

## Influência noutras personalidades
Foi provavelmente também este isolamento que permitiu que Milthorpe se tornasse um ponto focal dos socialistas, humanistas, intelectuais e escritores, da Grã-Bretanha e do estrangeiro. Carpenter incluía entre os seus amigos, o académico, autor, naturalista e fundador da Liga Humanista, Henry S. Salt, e a sua mulher, Catherine; o crítico, ensaísta e sexologista, Havelock Ellis, e a sua mulher, Edith; o actor e produtor Ben Iden Payne; os activistas Trabalhistas John Bruce e Katharine Glasier; o escritor e académico, John Addington Symonds e o escritor e feminista Olive Schreiner. E. M. Forster foi também um grande amigo do casal, que lhe teria servido de inspiração para o seu romance gay Maurice, após uma visita a Milthorpe em 1912. Forster regista no seu diário que Merrill:
"... tocou-me nas costas - suavemente e mesmo acima das nádegas. Julgo que tocava assim a maioria das pessoas. A sensação foi inédita e continuo a recordá-la, tal como recordo o lugar vazio de um dente que há muito se foi. Causou-me uma forte sensação e impulsionou-me uma mola criativa".
Parece claro que a relação entre Carpenter e Merrill foi o modelo para a descrição da relação entre Maurice e Alec, o guarda florestal, no romance de Forster. Carpenter exerceu também forte influência sobre D. H. Lawrence, sendo que O Amante de Lady Chatterley pode ser interpretado como um Maurice "homossexualizado". Carpenter foi um prolífico escritor de cartas e correspondeu-se com um grande número de homossexuais debatendo questões relacionados com o "tipo homogénico". Um desses correspondentes foi Siegfried Sassoon, que se tinha cruzado com a obra de Carpenter em Cambridge, o que teve enorme impacto na sua atitude em relação à sua própria sexualidade, e lhe deu tranquilidade.
Foi nos anos 1890s que Carpenter produziu os seus melhores escritos políticos num esforço concertado para lutar contra a discriminação com base na orientação sexual. Acreditava firmemente que a atracção homossexual era natural para as pessoas do terceiro sexo. O seu livro de 1908 sobre este tema, The Intermediate Sex ("O sexo intermédio"), transformar-se-ia num texto basilar dos movimentos LGBT do século XX. Apenas podemos especular sobre as razões que teriam compelido Carpenter a abraçar a defesa de um tema tão pouco popular, e até mesmo perigoso nos tempos de então, mas uma teoria defende que tamanha coragem moral de Carpenter foi originada pela morte do académico gay e radical de classe média, John Addington Symonds. Nos anos 1880s, Symonds havia escrito várias obras em defesa da orientação sexual homossexual, que foram distribuídos apenas num círculo muito restrito de pessoas, incluindo Carpenter. Com a morte de Symonds em 1893, Carpenter teria sentido que deveria assumir a herança política e, em pouco mais que um par de anos, fez as primeiras tentativas de escrever sobre o assunto. No âmbito da sua campanha, Carpenter interessou-se por educação progressiva, especialmente na educação sexual dos jovens, tendo-se tornado bom amigo de John Haden Badley, o reformista social e pedagogo que visitaria regularmente na Bedales School enquanto o seu sobrinho Alfred Francis Blakeney Carpenter aí estudou.
Para Carpenter, a educação sexual também queria dizer apresentar uma análise clara sobre as formas como o sexo e o género eram usados para oprimir as mulheres, o que fez na sua obra radical "Love's Coming-of-Age". Nela, Carpenter argumentava que uma sociedade justa e equalitária deveria obrigatoriamente promover a liberdade sexual e económica das mulheres. O ponto fundamental da sua análise centrava-se nos efeitos negativos da instituição do casamento. Carpenter considerava que o casamento em Inglaterra era simultaneamente um celibato forçado e uma forma de prostituição. Não acreditava que as mulheres pudessem ser verdadeiramente livres até que se estabelecesse uma sociedade socialista. Contudo, em contraste com muitos dos seus contemporâneos, esta raciocínio levou-o a concluir que todos os trabalhadores oprimidos deveriam apoiar a emancipação feminina, ao invés de aceitar que os direitos das mulheres se subordinassem aos dos homens trabalhadores. Observou que:
"... não existe solução excepto a liberdade para as mulheres - o que quer dizer, obviamente, liberdade para as massas, homens e mulheres, e o fim absoluto da escravidão económica. Não existe solução que não inclua a reposição do verdadeiro significado das expressões mulheres livres e amor livre. Que cada mulher cujo coração sofra pela opressão do seu sexo, se erga para se declarar e para se constituir a si própria, tão completamente quanto possível, numa mulher livre"

## Activismo político dos últimos anos

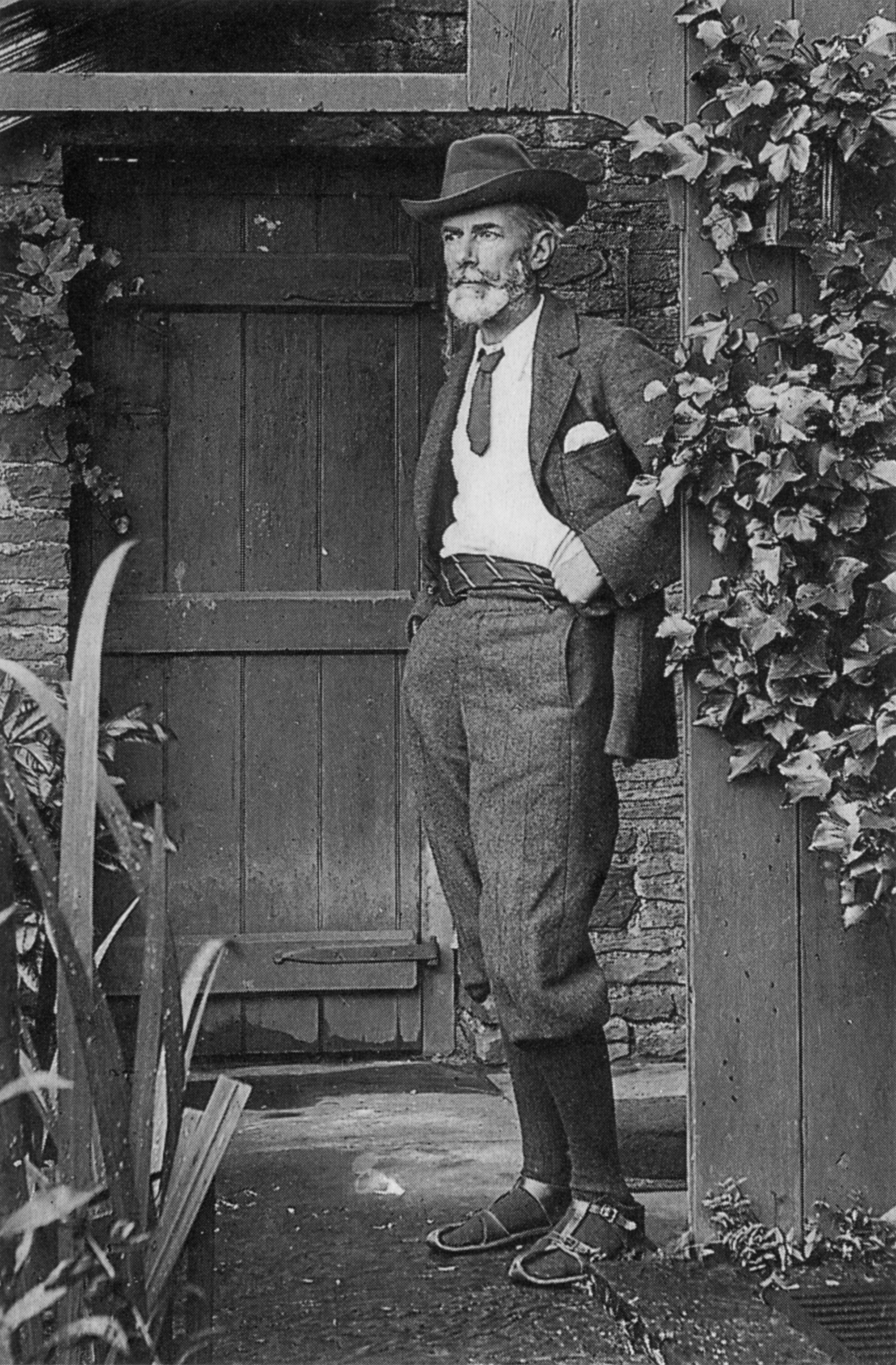
Edward Carpenter em 1905.

Os últimos vinte anos da vida de Carpenter foram preenchidos por um radicalismo político constante, marcado pelo seu envolvimento persistente em temas progressistas, incluindo a protecção ambiental, os direitos dos animais, a liberdade sexual, e movimento feminista e o vegetarianismo. Escreveu sobre o horror do sistema capitalista, contra a aristocracia rural e sobre a sua visão do socialismo - uma nova era da democracia, camaradagem, cooperação e liberdade sexual. Apoiou Fred Charles, do grupo de Anarquistas de Walsall, em 1892. No ano seguinte tornou-se membro fundador do Independent Labour Party ("Partido Trabalhista Independente" em conjunto com, entre outros, George Bernard Shaw. Um verdadeiro radical da sua época, muito daquilo em que Carpenter acreditava foi rejeitado e mesmo ridicularizado pela Esquerda. A posição dos socialistas seus contemporâneos pode ser percebida pela crítica que George Orwell em 1937 fez em The Road to Wigan Pier ("A Estrada para o Cais Wigan") a "todos os bebedores de sumos de fruta, nudistas, tarados sexuais de sandálias" do movimento socialista. Carpenter manteve-se imperturbável em relação a este tipo de hostilidade.
Prosseguiu o seu trabalho no início do século XX, produzindo textos sobre a "Homogenic question" ("questão homogénica"). A publicação em 1902 da sua inovadora antologia de poesia, Ioläus: An Anthology of Friendship ("Iolaus: uma Antologia da Amizade"), foi um enorme sucesso subterrâneo, promovendo o avanço do conhecimento sobre a cultura homoerótica. Em Abril de 1914, Carpenter e o seu amigo Laurence Houseman fundaram a British Society for the Study of Sex Psychology ("Sociedade Britânica para o Estudo da Psicologia Sexual"). De entre os tópicos apresentados em conferências e publicações da Sociedade, destacam-se: a promoção do estudo científico do sexo; a promoção de uma atitude mais racional para com o estudo da conduta sexual e dos problemas e questões relacionados com a psicologia sexual, de um ponto de vista médico, jurídico e sociológico, com o controlo de natalidade, com o aborto, esterilização e doenças venéreas, e com todos os aspectos da prostituição. Por essa época, Carpenter também discursou para o Partido Trabalhista Independente e para a Fellowship of the New Life ("Sociedade para a Nova Vida"), de que viria a dar origem mais tarde ao Socialismo Fabiano.
A curiosidade de carpenter não se limitava ao que os seus detractores chamava temas políticos menores, mas incluía importantes questões internacionais da época. O seu pacifismo de esquerda tornou-o num dos oponente ruidoso da Segunda Guerra dos Bôeres e depois da Primeira Guerra Mundial. Em 1919, publicou The Healing of Nations and the Hidden Sources of Their Strife ("A Cura das Nações e as Fontes Secretas dos seus Conflitos"), onde argumentava apaixonadamente que a fonte da guerra e do descontentamento nas sociedades ocidentais era a existência de classes e a desigualdade social. Chamou a esta injustiça social "doença de classe", onde cada classe apenas actua no seu próprio interesse. Para Carpenter, uma reestruturação social e económica radical era indispensável para acabar com a fragmentação social. Nos seus anos finais comentou que:
"Apenas posso antever uma saída para o lodaçal em que estamos atolados. O actual sistema comercial terá que desaparecer, e deveremos regressar aos sistemas mais simples de cooperação de épocas passadas... Estou convencido que teremos que regressar a essa condição, ou a outra similar, se queremos que a nossa sociedade sobreviva. Afirmo isto após uma longa e detalhada observação da vida nas suas diferentes fases... Foi isto que os mineiros, de forma subconsciente, já perceberam, pois retiveram nas suas mentes muito da primitiva mentalidade das eras pré-civilizacionais."
Os últimos anos de Carpenter caracterizaram-se não só pelo prosseguimento dos seus escritos sobre o pacifismo, mas também pela sua participação no movimento sindical. Carpenter foi um herói da primeira geração de políticos Trabalhistas. No curto governo Trabalhista de 1924, o seu 80º aniversário foi marcado por um cumprimento comemorativo assinado por todos os membros do governo.
Depois do fim da Primeira Guerra Mundial, Carpenter mudou-se com George Merrill para Guildford, no Surrey. Em Janeiro de 1928, Merrill morreu repentinamente, deixando Carpenter devastado com o desgosto, tal como o descreveu vividamente o activista político Goldsworthy Lowes Dickinson:
"A dor de Edward quando tal ocorreu foi devastadora. Recordo-me de o levar apoiado no meu braço ao cemitério de Guildford onde George tinha sido enterrado alguns dias antes, e onde ele haveria de repousar dentro de mais ou menos um ano. Chovia a cântaros e enquanto estávamos junto da campa, Carpenter repetia consecutivamente, 'Levaram-mo para baixo desta terra fria'.

## Morte e influência
Em Maio de 1928, Carpenter sofreu um AVC que o deixou paralítico e dependente. Sobreviveu 13 meses antes de morrer na sexta-feira, 28 de Junho de 1929.
A 30 de Dezembro de 1910, Carpenter havia escrito:
"Gostaria que estas simples palavras fossem lidas quando o meu corpo for a enterrar; pois embora seja possível que eu esteja presente e consciente, não poderei comunicar..."
Desafortunadamente, a existência deste seu pedido apenas foi descoberta vários dias depois do seu funeral. As palavras finais do epitáfio gravadas no seu túmulo dizem:
"Não penses demasiado na carapaça fria do teu amigo, nem ponhas demasiado luto por ele, envia-lhe antes os teus pensamentos em direcção à sua verdadeira alma ou ser que escapou - para o alcançares. Porque assim, seguramente iluminarás com alegria o seu caminho para diante, e darás a tua contribuição para a construção desse reino de amor que une a nossa terra ao céu."
Foi enterrado no Mount Cemetery em Guildford no Surrey.
Por altura da sua morte, Carpenter já havia sido generalizadamente esquecido, mas os seus livros continuavam arrumados nas secções "para adultos" das bibliotecas e livrarias e revelaram-se inspiracionais para muitos gays em busca de conforto. Um dos que se inspiraram na obra de Carpenter e na sua profecia da união dos gays para defesa dos seus direitos foi Harry Hay, um comunista e activista dos direitos dos gays, que decidiu passar das palavras à acção fundando a Mattachine Society, dinamizadora da defesa dos direitos dos gays nos Estados Unidos. No Reino Unido as palavras de Carpenter foram frequentemente citadas por activistas gays.

## Trabalhos escritos
| The Religious Influence of Art                                                                   | 1870 |
| Narcissus and other Poems                                                                        | 1873 |
| Moses: A Drama in Five Acts                                                                      | 1875 |
| Modern Money-Lending and the Meaning of Dividends: A Tract                                       | 1885 |
| England's Ideal: And Other Essays on Social Subject                                              | 1887 |
| Chants of Labour: A Song Book of the People with Music                                           | 1888 |
| Civilisation: Its Cause and Cure                                                                 | 1889 |
| From Adam's Peak to Elephanta: Sketches in Ceylon and India                                      | 1892 |
| A Visit to Gñani: from Adam's Peak to Elephanta                                                  | 1892 |
| Homogenic Love and Its Place in a Free Society                                                   | 1894 |
| Sex-Love and Its Place in a Free Society                                                         | 1894 |
| Marriage in Free Society                                                                         | 1894 |
| Love's Coming of Age                                                                             | 1896 |
| An Unknown People                                                                                | 1897 |
| Angels' Wings: A Series of Essays on Art and its Relation to Life                                | 1898 |
| Iolaus: Anthology of Friendship                                                                  | 1902 |
| The Art of Creation                                                                              | 1904 |
| Prisons, Police, and Punishment: An Inquiry into the Causes and Treatment of Crime and Criminals | 1905 |
| Towards Democracy                                                                                | 1905 |
| Days with Walt Whitman: With Some Notes on His Life and Work                                     | 1906 |
| Sketches from Life in Town and Country                                                           | 1908 |
| The Intermediate Sex: A Study of Some Transitional Types of Men and Women                        | 1908 |
| Non-Governmental Society                                                                         | 1911 |
| The Drama of Love and Death: A Study of Human Evolution and Transfiguration                      | 1912 |
| George Merrill, A True History                                                                   | 1913 |
| Intermediate Types Among Primitive Folk: A Study in Social Evolution                             | 1914 |
| The Healing of Nations                                                                           | 1915 |
| My Days and Dreams, Being Autobiographical Notes                                                 | 1916 |
| The Story of My Books                                                                            | 1916 |
| Never Again!                                                                                     | 1916 |
| Towards Industrial Freedom                                                                       | 1917 |
| Pagan and Christian Creeds: Their Origin and Meaning                                             | 1920 |
| Civilisation, Its Cause and Cure, and Other Essays                                               | 1921 |
| The Story of Eros and Psyche                                                                     | 1923 |
| Some Friends of Walt Whitman: A Study in Sex-Psychology                                          | 1924 |
| The Psychology of the Poet Shelley                                                               | 1925 |